# Ron Vawter
Ron Vawter (9 de diciembre de 1948 - 16 de abril de 1994) fue un actor estadounidense y miembro fundador de la compañía de teatro experimental The Wooster Group. Vawter actuó en la mayoría de las obras del grupo hasta su muerte por un ataque cardíaco en 1994 a la edad de 45 años .

## Biografía
Vawter nació en Latham, Nueva York , hijo de Matilda (Buttoni) y Elton Lee Vawter. 
Vawter fue miembro de The Performance Group , del que surgió The Wooster Group en 1980. Con The Performance Group, Vawter actuó en varias obras dirigidas por Richard Schechner.
Además de su trabajo durante más de 15 años en Performing Garage, Vawter apareció en películas, incluidas King Blank , Philadelphia, The Silence of the Lambs y Sex, Lies, and Videotape. También actuó en piezas teatrales de Richard Foreman, Jeff Weiss y Mabou Mines.
Vawter exploró temas de identidad sexual en su trabajo teatral de 1992, Roy Cohn / Jack Smith , dos monólogos vinculados que contrastan los personajes de dos hombres homosexuales que murieron de SIDA. La sección de Jack Smith fue una recreación de la actuación de Smith "¿Qué hay de subterráneo en los Marshmallows?", y la sección de Roy Cohn fue escrita por Gary Indiana. Fue dirigida por Greg Mehrten y creada con Clay Shirky y Marianne Weems . La pieza se estrenó como una película dirigida por Jill Godmilow en la que se intercalaban las secciones.
La última obra de Vawter fue considerada su testamento artístico: las variaciones Filoctetes, escritas por John Jesurun a petición de Vatwer y representadas mientras el actor agonizaba de VIH/SIDA . Basada en la historia de Filoctetes , el antiguo guerrero griego cuya herida olía tan intolerablemente nocivo que fue desterrado a la isla deshabitada de Lemnos y abandonado por sus compañeros de armas en el camino a Troya, se ha convertido en consecuencia también en una metáfora de SIDA , con Filoctetes como un paria apestado.

### Muerte
Vawter murió de un ataque cardíaco el 16 de abril de 1994, en un vuelo en un avión comercial de Zúrich a Nueva York. Tenía 45 años.
Los artículos de Ron Vawter se encuentran en la Biblioteca Pública de Artes Escénicas de Nueva York.

## Filmografía
| Año  | Título                     | Rol                              | Notas                 |
| ---- | -------------------------- | -------------------------------- | --------------------- |
| 1977 | Sudden Death               | Empresario                       | No acreditado         |
| 1979 | Minus Zero                 | Freud                            |                       |
| 1981 | Strong Medicine            | Max                              |                       |
| 1983 | Born in Flames             | Agente del FBI                   |                       |
| 1983 | King Blank                 | King Blank                       |                       |
| 1989 | Sex, Lies, and Videotape   | Terapeuta                        |                       |
| 1989 | Twister                    | Hombre en la barra               |                       |
| 1989 | Fat Man and Little Boy     | Jamie Latrobe                    |                       |
| 1990 | Internal Affairs           | Jaegar                           |                       |
| 1991 | The Silence of the Lambs   | Paul Krendler                    |                       |
| 1991 | The Cabinet of Dr. Ramirez | Dr. Ramirez                      |                       |
| 1991 | Johnny Suede               | Winston                          |                       |
| 1992 | Swoon                      | Fiscal del Estado                |                       |
| 1993 | King of the Hill           | Sr. Desot - Trabajador del Hotel | No acreditado         |
| 1993 | Philadelphia               | Bob Seidman                      |                       |
| 1994 | Roy Cohn/Jack Smith        | Roy Cohn / Jack Smith            |                       |
| 1994 | Fresh Kill                 |                                  | última interpretación |